# Мареро (Луизијана)
Мареро (енгл. Marrero) насељено је место без административног статуса у америчкој савезној држави Луизијана.

## Демографија
По попису из 2010. године број становника је 33.141, што је 3.024 (-8,4%) становника мање него 2000. године.
| Група             | 2000.          | 2010.          |
| Белци             | 16.450 (45,5%) | 13.049 (39,4%) |
| Афроамериканци    | 17.246 (47,7%) | 16.303 (49,2%) |
| Азијати           | 890 (2,5%)     | 1.553 (4,7%)   |
| Хиспаноамериканци | 1.127 (3,1%)   | 1.776 (5,4%)   |
| Укупно            | 36.165         | 33.141         |